# Mycomya baotianmana
Mycomya baotianmana är en tvåvingeart som beskrevs av Wu, Zheng och Xu 2001. Mycomya baotianmana ingår i släktet Mycomya och familjen svampmyggor. Inga underarter finns listade i Catalogue of Life.